# 纳博科夫故居博物馆

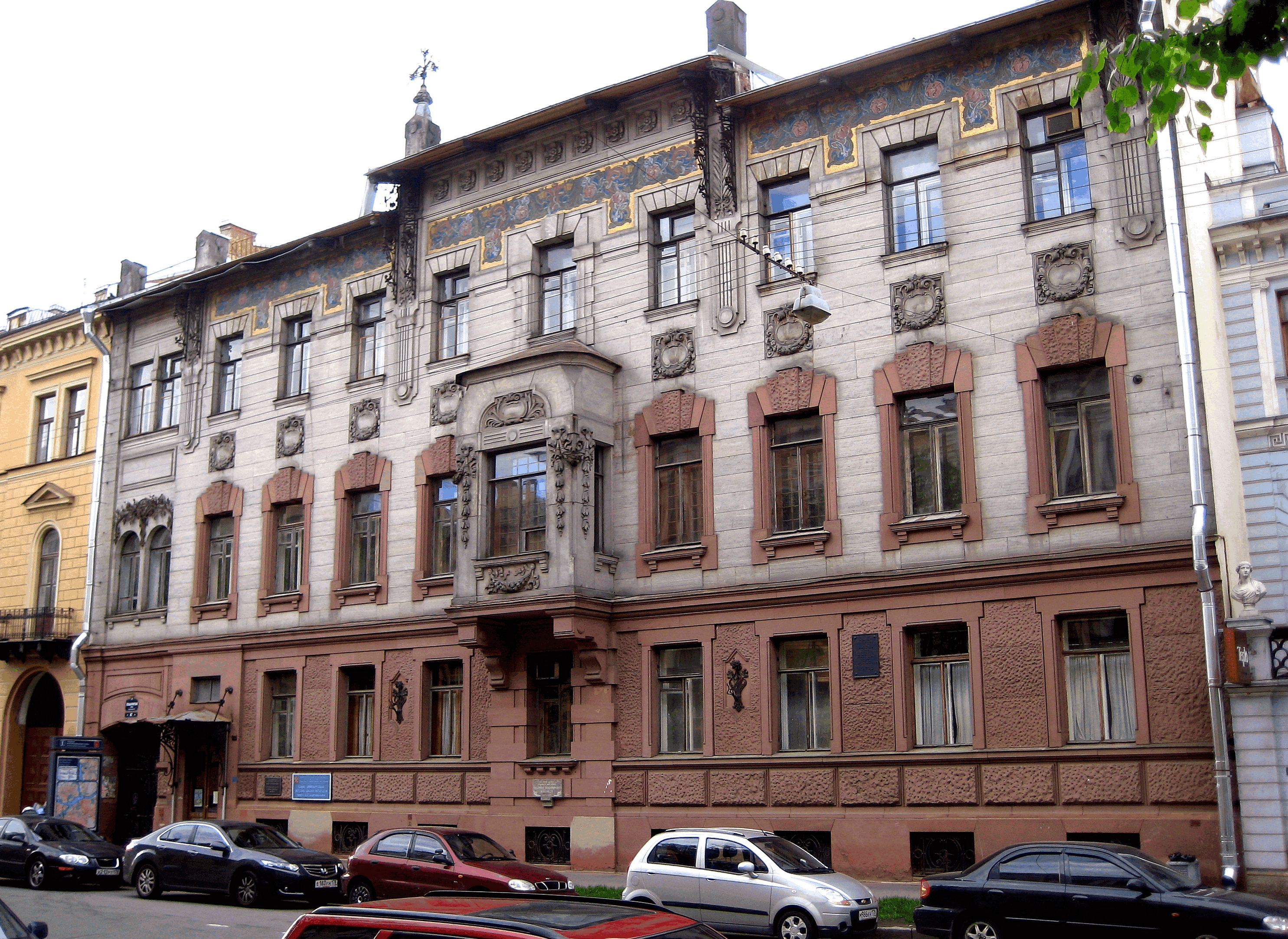
纳博科夫故居

纳博科夫故居博物馆（Nabokov House）位于俄罗斯圣彼得堡大莫尔斯卡亚街（Bol'shaia morskaia ulitsa）47号。
1897年，这座豪宅成为自由派政治家和法学家弗拉基米尔·德米特里耶维奇·纳博科夫的产业，因此，这所房子举办过许多重要的政治会议，包括泽姆斯特沃斯（Zemstvos）全国代表大会的最后一次会议（1904年）。
1899年，小说家弗拉基米尔·弗拉基米罗维奇·纳博科夫出生于此。目前，房子的一楼设有纳博科夫博物馆，专注于作家的生平。

## 历史

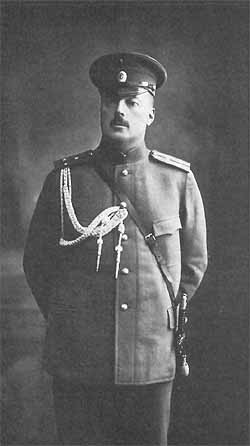
V. D. 纳博科夫，自1897年成为房子的主人

这是一座大中型联排别墅，建于19世纪，新文艺复兴建筑风格，为波洛夫采夫家族所建。
从1897年至十月革命期间，这所房子是自由派政治家和法学家弗拉基米尔·德米特里耶维奇·纳博科夫的财产，是女主人埃琳娜·鲁卡维什尼科娃的嫁妆。因此，它成为许多政治会议的东道主，特别是在1905年俄国革命前后。1904年，在此举行了泽姆斯特沃斯（Zemstvos）全国代表大会最后一届会议。
这里也是著名作家弗拉基米尔·弗拉基米罗维奇·纳博科夫的故居。从1899年出生，一直到1917年流亡，他一直住在这里。在他的自传《其他海岸》和《说吧，记忆》中，详细描述了这所房子。对于他来说，这所房子仍然是“世界上唯一的房子”。后来，即使他发了财，也从未购买过其他房子，而是宁愿住在酒店里。
妹妹奥尔加·纳博科娃和她年少时的密友艾茵·兰德，两人在这所房子里进行无休止的政治辩论，纳博科娃捍卫君主立宪制，而兰德支持共和理想。
1917年十月革命期间，布尔什维克革命者闯入这座房子。

### 纳博科夫博物馆
自1998年4月以来，房子的一楼（纳博科夫时代的“家庭楼层”）开设为纳博科夫博物馆，而上面两层（“父母楼层”和“儿童楼层”）仍由报纸 Nevskoe Vremya的办公室占据。博物馆部分包括电话室、餐厅、图书馆、委员会室（立宪民主党的大多数会议在此举行）和厨房。

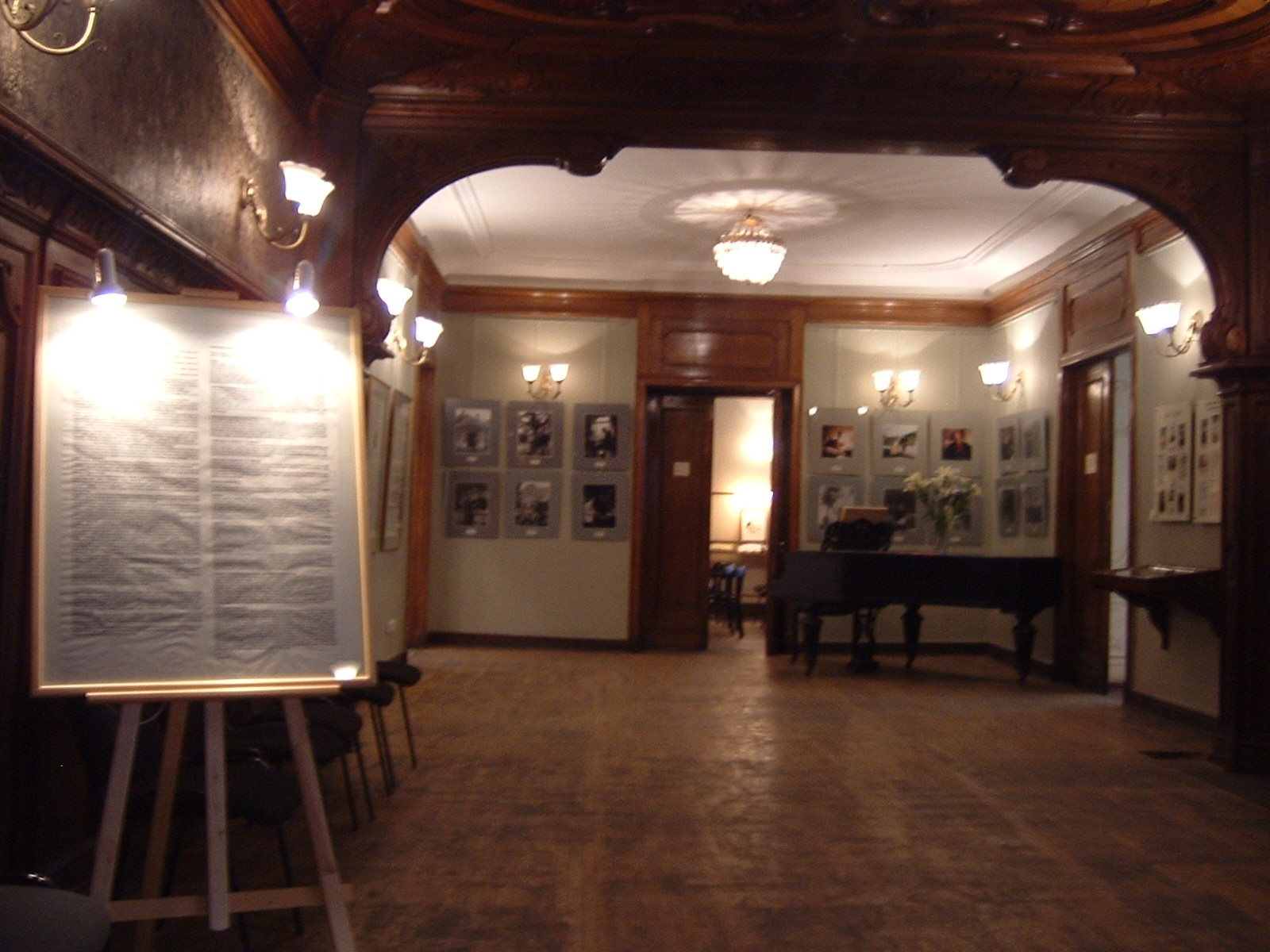
故居内部

纳博科夫一家在房子里的生活痕迹保留得很少。时间和历史带走了一切，除了一楼和二楼几个房间的内部，以及通往三楼的楼梯上方的旧彩色玻璃窗之外。
纳博科夫的纪念品，包括弗拉基米尔·纳博科夫的个人物品（索引卡、铅笔、眼镜、拼字游戏），以及书籍和其他与他的生活和艺术相关的物品，构成了博物馆收藏的核心。博物馆致力于培养纳博科夫的记忆，以及他在俄罗斯和国际上的艺术遗产和文化价值。博物馆收藏了与纳博科夫的生活和环境有关的展品，并为纳博科夫学者提供了研究图书馆，还举办许多灵感来自纳博科夫的活动：阅读纳博科夫的作品和他欣赏的作品，如契诃夫和詹姆斯·乔伊斯，讲座，国际或单一国家的会议（“纳博科夫与俄罗斯”、“纳博科夫与英国”、“纳博科夫与法国”、“纳博科夫与德国”、“纳博科夫与美国”），一年一度的国际纳博科夫暑期学校，展览，以及与纳博科夫有关的装置。其活动得到来自世界各地的著名纳博科夫学者的定期支持。

### 破坏
- 博物馆收到一系列恐吓信，威胁工作人员是否因“宣传恋童癖者纳博科夫，而害怕上帝的愤怒”[3]。
- 2013年1月10日晚，不明身份的破坏者打破了博物馆的窗户，向屋内扔了一盒装有威胁和侮辱的纸条。几天后，戏剧《洛丽塔》的组织者阿蒂约姆·苏斯洛夫在圣彼得堡遭到毒打，在互联网上发布了一段殴打视频，其中苏斯洛夫被迫承认了宣扬恋童癖。[4]
- 2013年1月29日晚，破坏者用“恋童癖”一词玷污了博物馆的墙。[3]执法当局后来根据《刑法》提起刑事诉讼。214号俄罗斯刑法调查博物馆的污损。
- 2013年2月20日，破坏者袭击了纳博科夫罗日德斯特韦诺庄园 [4]。

### 博物馆信息
- 圣彼得堡 大莫尔斯卡亚街47号

博物馆开放时间为每天上午11时至下午6时，周六和周日下午12时至下午5时开放，周一关闭。

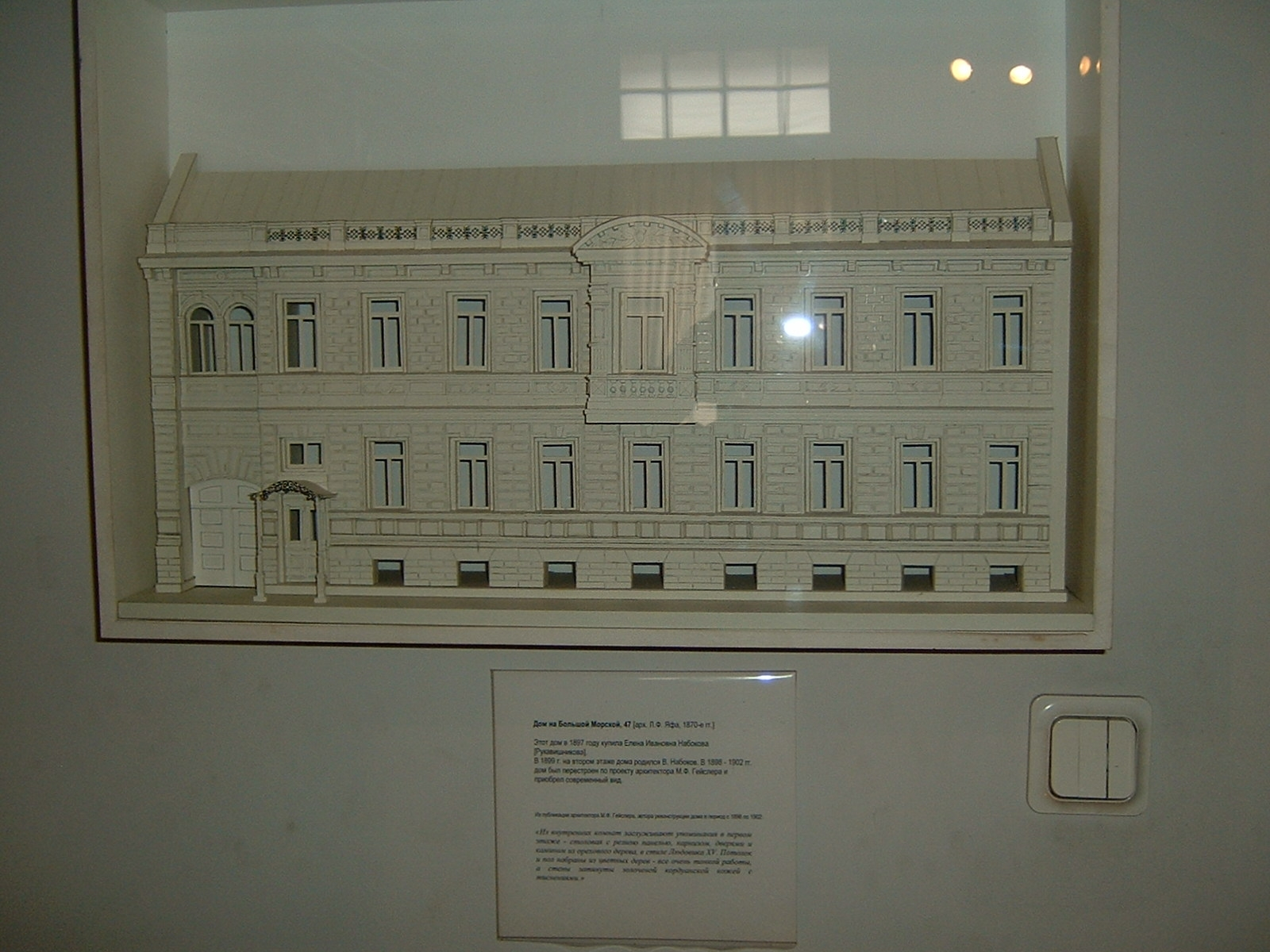
住宅模型
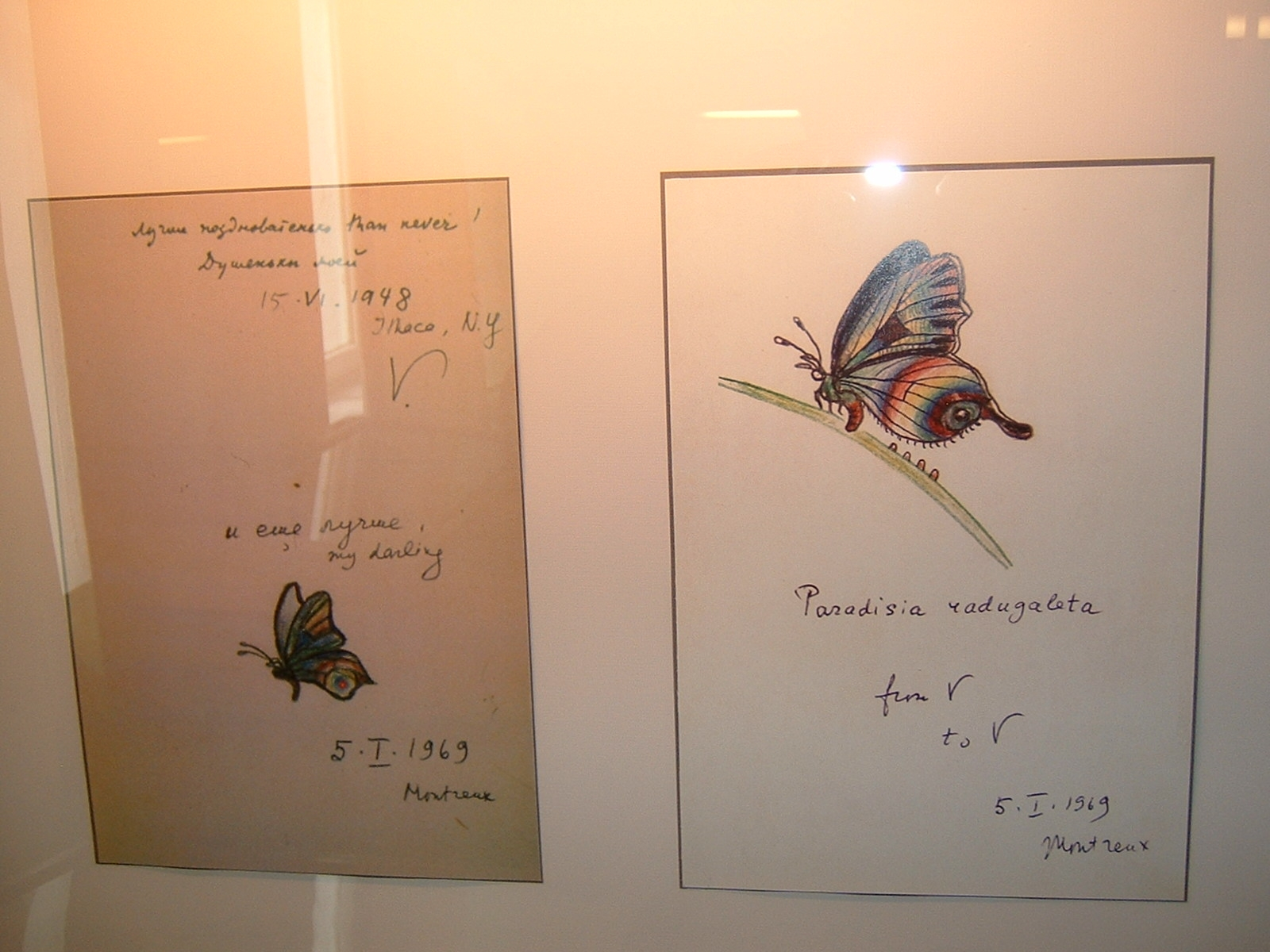
蝴蝶标本
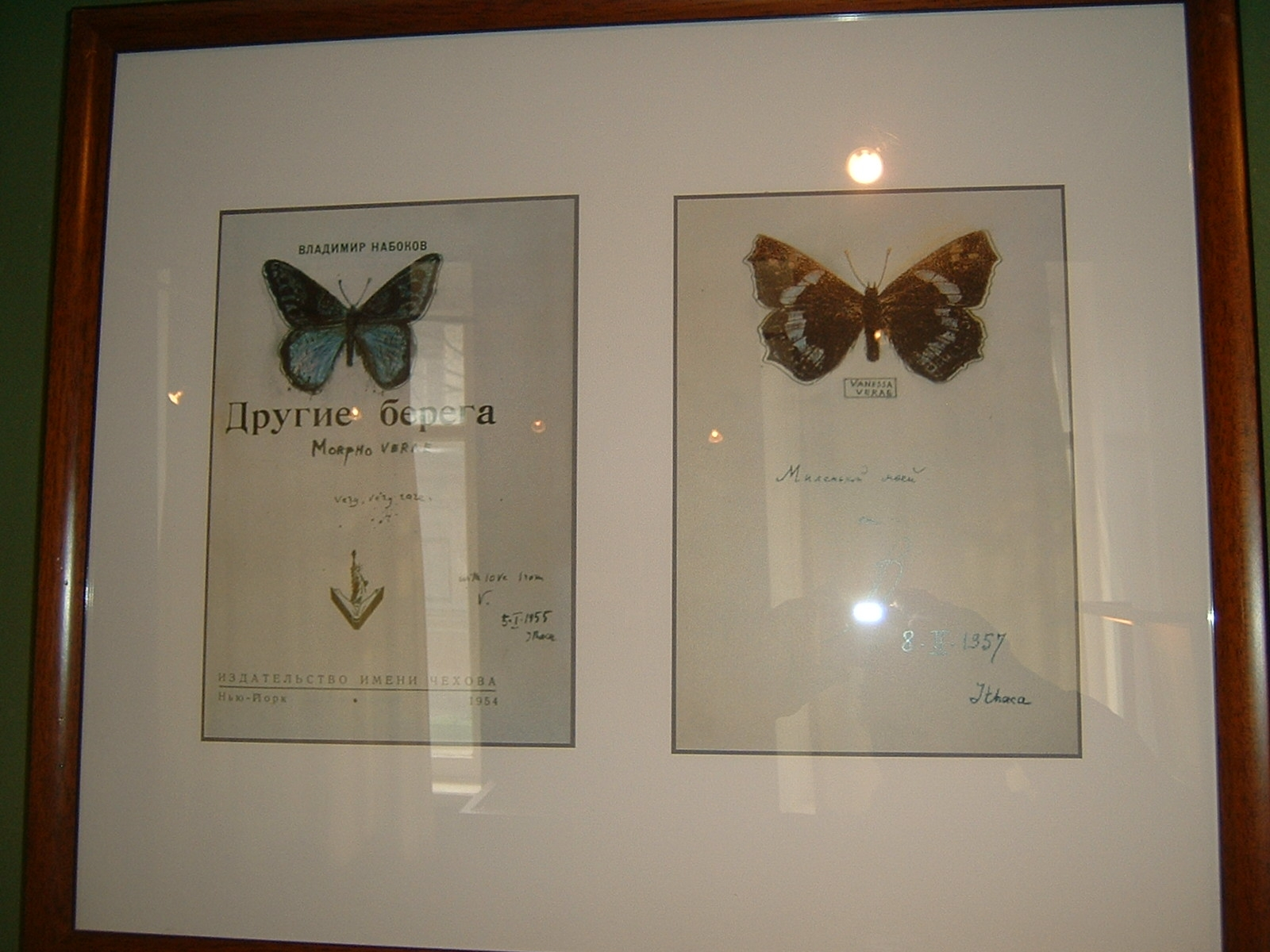
蝴蝶标本
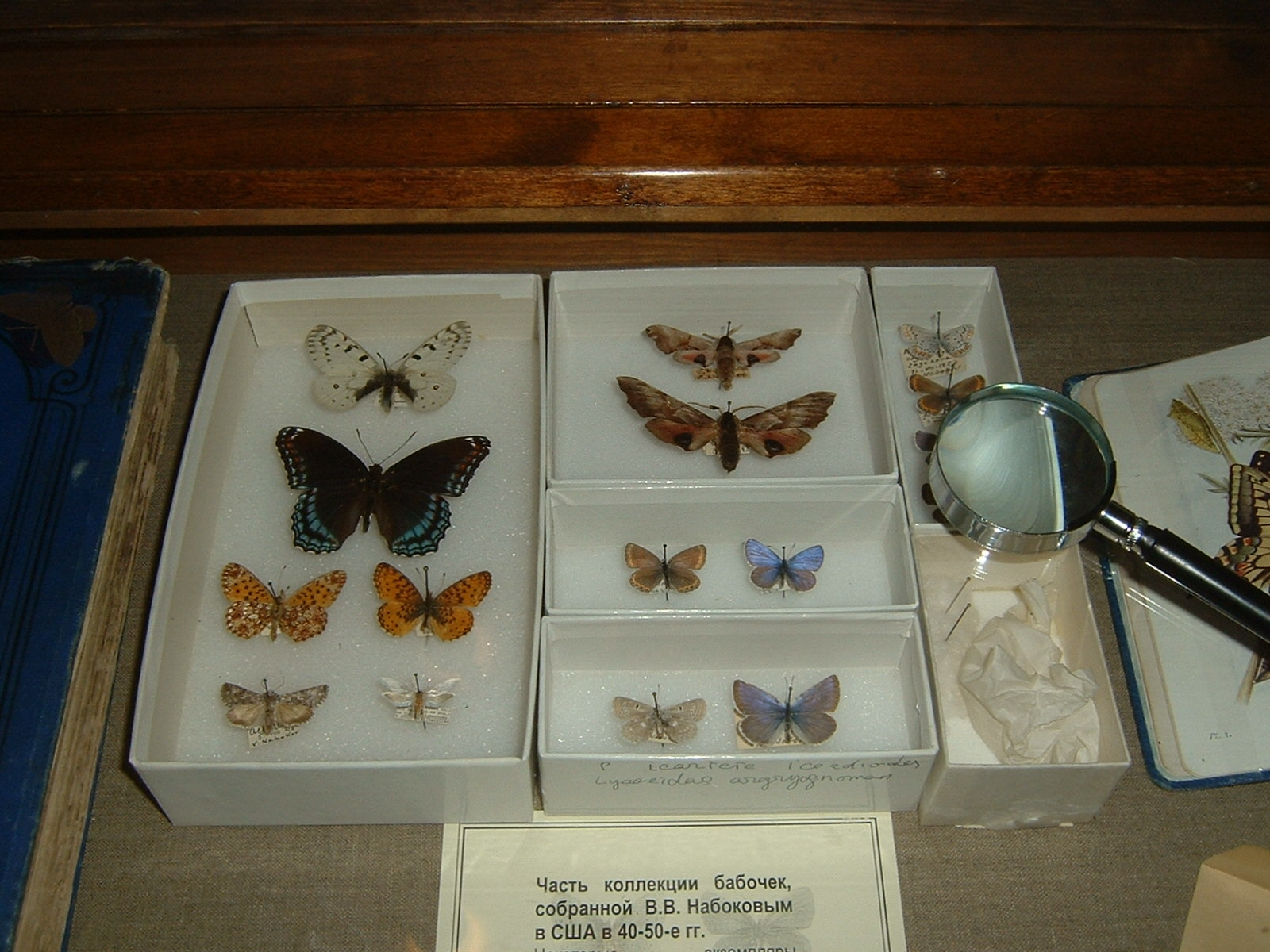
蝴蝶标本
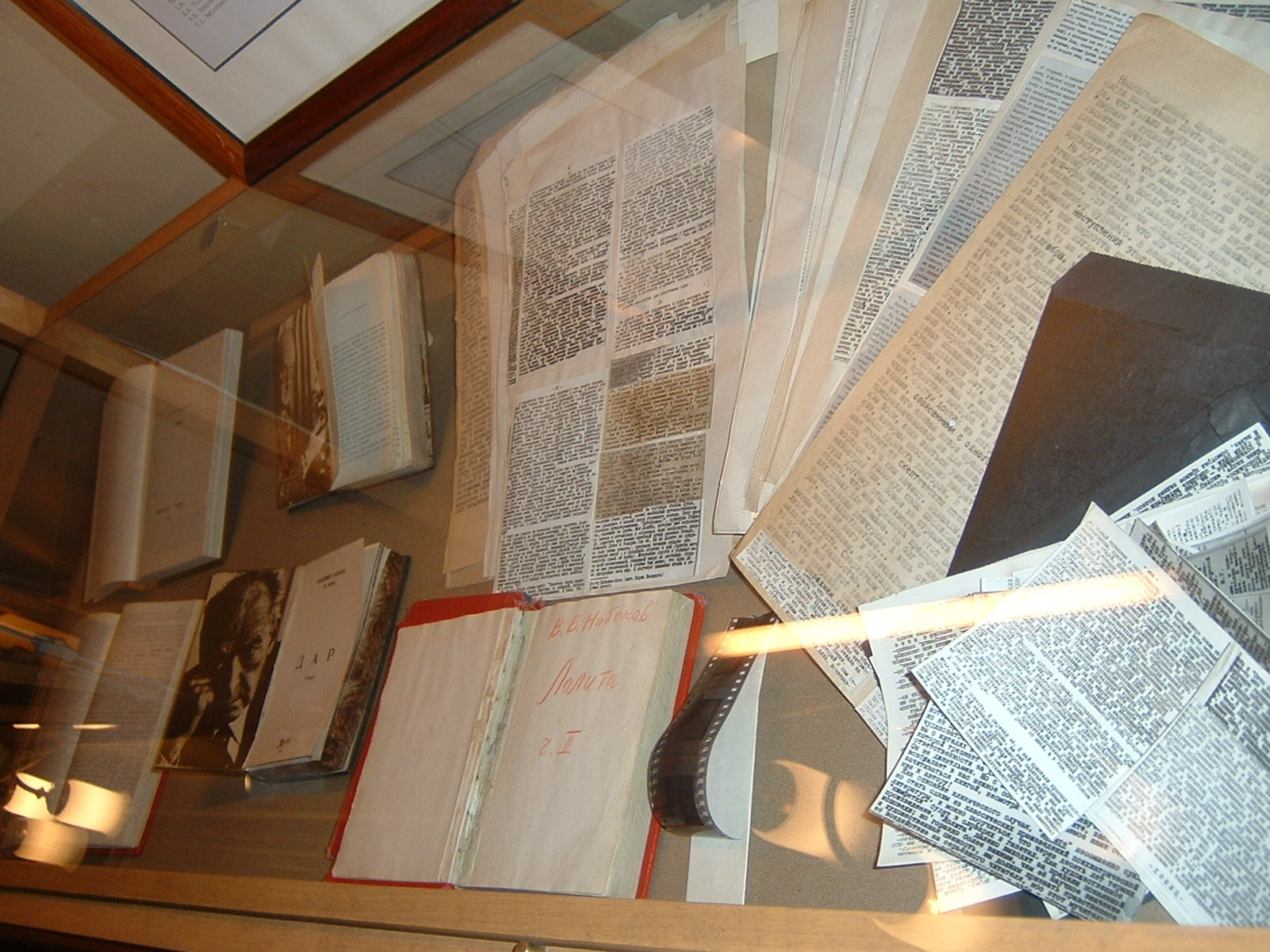
Samizdat books by Nabokov made in Russia